# Anton Špelec, ostrostřelec
Anton Špelec, ostrostřelec je česká filmová komedie z roku 1932 v režii Martina Friče, v níž hlavní roli vytvořil Vlasta Burian. Hlavní ženskou roli ztvárnila Růžena Šlemrová, dramatická umělkyně, která byla poctěna v roce 1932 státní cenou.

## Děj filmu
Antonín Špelec (Vlasta Burian) je výrobce hudebních nástrojů, také člen gardy ostrostřelců a právě se svými zaměstnanci – škudlilem Kukačkou (Jindřich Plachta) a nenažrancem a lenochem Aloisem (Theodor Pištěk) opravuje varhany. Když se najednou ozvou rány z děla a do dílny se přiřítí Špelcův kamarád, bednář a také ostrostřelec Kačaba (Jaroslav Marvan), a připomene mu, že je výroční vyznamenání ostrostřelců a že dostane medaili. Špelec něco naznačí své ženě Rézi (Růžena Šlemrová). Při předávání se ale Špelec dozví, že medaili dostane až na přes rok. To ho naštve a v místní hospodě se opije „liguérem“, urazí velitele ostrostřelců Čtvrtečku (Jiří Dréman) a císaře pána výrokem: „Císař pán je vůl!!!“. K tomu se v hospodě strhne rvačka, po ní se Špelec dostane před soud, kde dostane tři měsíce nepodmíněně. Špelec vyhodí z domu svého kamaráda Kačabu, protože se za něj u soudu nezaručil. Špelcova žena Rézi však vymyslí, aby si to za Špelce odseděl někdo jiný, jinak by mohli živnost zavřít. Přemluví svého dělníka Kukačku, aby si to odseděl, a slíbí mu až čtyřicet zlatých. Špelec se začne tajně schovávat v zadní dílně. Mívá však hlad, protože dělník Alois mu vždy jídlo sní. On neví, že se Špelec schovává, myslí si, že je zavřený. Antona to už štve a také jeho ženu, hlavně, když teta Rézi, Josefína (Ella Nollová) Špelce pomlouvá a on to všechno musí poslouchat. Mezitím se Kukačka seznámí s jedním pobudou (František Kreuzmann), který chce být přes zimu zavřený v teple ve vězení a tak mu nabídne, jestli by si za něj nechtěl sednout a on hned šel. Kukačka si pak našel děvče. Pobuda však ve vězení umřel a všichni si mysleli, že to je Špelec a proto Rézi dostala úmrtní list. Špelec se proto šel schovat ke kamarádu Kačabovi. V den svého pohřbu se Špelec začne vydávat za svého bratra, dvojče Rudolfa. Kukačka mu pak vysvětlí, jak se to má s tím úmrtím, a proto se začne vydávat za bratra navždy, vezme si svoji ženu, také se přihlásí k ostrostřelcům. V hospodě se opět opije „liguérem“ a chce opět urazit císařský majestát, velitel mu ale přinese vysněnou medaili.

## Obsazení
| Vlasta Burian       | truhlářský mistr Anton Špelec    |
| Růžena Šlemrová     | Tereza zvaná Rézi, Antonova žena |
| Jaroslav Marvan     | Kačaba, Špelcův přítel           |
| Theodor Pištěk      | Alois, dělník u Špelce           |
| Jindřich Plachta    | Josef Kukačka, dělník u Špelce   |
| Jiří Dréman         | velitel ostrostřelců Čtvrtečka   |
| Ella Nollová        | teta Josefína                    |
| Karel Postranecký   | známý Rudolfa Špelce z Polska    |
| František Kreuzmann | tulák                            |
| Alexander Třebovský | předseda senátu                  |
| Čeněk Šlégl         | obhájce                          |
| Karel Schleichert   | soudní votant                    |
| Viktor Nejedlý      | soudní úředník                   |
| Emanuel Hříbal      | soudní zřízenec                  |
| Anči Pírková        | Kukačkova milá                   |
| Robert Ford         | zástupce velitele ostrostřelců   |
| Václav Menger       | ostrostřelec                     |
| Jan W. Speerger     | ostrostřelec                     |

## Tvůrci a štáb
- Režie: Martin Frič
- Předloha: Emil Artur Longen (divadelní hra Už mě vezou)
- Scénář: Josef Neuberg
- Kamera: Otto Heller
- Vedoucí výroby: Ladislav Kolda
- Hudba: Jára Beneš
- Nahrál: Melody Boys (řídil R. A. Dvorský)
- Architekt: Vilém Rittershain
- Kostýmy: František Říha
- Zvuk: Josef Zora
- Střih: Martin Frič
- Výprava: Arnold Reimann
- Fotograf: Jaroslav Balzar

## Produkční a technické údaje
- Copyright: 1932
- Premiéra: 16. prosince 1932 (kina Adrie a Hvězda)
- Výroba: Meissner
- Distribuce: Meissner
- Barva: černobílý
- Jazyk: čeština
- Zvukový systém: Tobis-Klang
- Délka: cca 80 minut
- Ateliéry: AB Vinohrady
- Exteriéry: Kateřinská ulice, Nové Město, Praha

## Poznámka
Jedna píseň z filmu byla dána před soud kvůli porušení autorských práv.[zdroj?]

## Zajímavosti
- V srpnu 1950 byl film v obnovené premiéře znovu uveden do kinodistribuce. Od tohoto data až do 31.12.1987 vidělo film v českých kinech v rámci 14 642 představení celkem 2 625 650 diváků.[2]